# Вайнштейн, Мориц Иосифович
Мориц Иосифович Вайнштейн (Гучков); 30 октября 1901, местечко Сеслаукен Тальсенского уезда Курляндской губернии — 19 августа 1937, Москва) — советский разведчик.

## Биография
Сын служащего. В 1920—1922 годах был членом компартии Латвии и одним из организаторов Союза трудовой молодежи — Коммунистического союза молодежи Латвии. В 1922 году был выслан за антиправительственную деятельность из Латвии в РСФСР. В том же году стал членом в РКП(б) и поступил в Московский университет. В 1924 году окончил правовое отделение факультета общественных наук МГУ и поступил на службу в ИНО ОГПУ СССР.
В 1927—1930 годах был заместителем нелегального резидента ОГПУ в  
Германии (оперативный псевдоним «Юлиус»). Проживал в Гамбурге по фальшивым документам, имея на связи группу агентов в  
Германии; также руководил агентурной работой в Англии, отвечая за работу 
по «еврейской линии» (работа с лицами еврейской национальности). В 1930 году вернулся в СССР, где работал в аппарате ОГПУ-НКВД. Старший лейтенант государственной безопасности (1936). На момент ареста был инструктором парткома НКВД СССР.
Арестован 26 сентября 1936. Приказом наркома внутренних дел СССР № 1138 от 08.07.1937 уволен со службы, 19  
августа 1937 приговорен Военной коллегией Верховного суда СССР к высшей мере наказания за участие в контрреволюционной террористической организации и в тот же день расстрелян. Захоронен на Донском кладбище. Реабилитирован Военной коллегией Верховного суда СССР 28 мая 1959. Имел знак «Почетный работник ВЧК-ГПУ» к пятилетию ОГПУ. В 1924 году опубликовал в Вене работу «Основные вопросы нелегальной работы союзов» (издание КИМ, на немецком языке).